# Chęciny (ville)
Pour les articles homonymes, voir Chęciny.
Chęciny est une ville polonaise de la voïvodie de Sainte-Croix et du powiat de Kielce. Elle est le siège de la gmina de Chęciny; elle s'étend sur 14,12 km2 et comptait 4 304 habitants en 2010.

## Histoire
La ville est mentionnée pour la première fois en 1325.
Une communauté juive historique vivait dans le village. Lors des recensements de 1827 et 1897, les Juifs représentaient 70 % de la population totale. Une série d'incendies et la récession entraîne une diminution de la population juive à 61 % en 1905 avec 3 414 membres de la communauté. Une dynastie hassidique portait le nom de la ville, la (en) dynastie des Chentshin.
Au printemps 1940 plusieurs dizaines de Juifs du ghetto sont assassinés dans une forêt voisine. 4 000 Juifs sont enfermés dans des conditions très difficiles, ils sont de la Chęciny et également des villes voisines dont Luposzno. En avril 1942, environ 500 Juifs sont envoyés dans des camps de travail avant d'y être exécutés. Le 12 septembre 1942, Gerulf Mayer, le commandant de gendarmerie locale, déporte les Juifs au Camp d'extermination de Treblinka, les plus fragiles sont assassinés sur place.
L'ancienne synagogue de la ville date de 1638, elle fut détruite plusieurs fois et abrite aujourd'hui un centre culturel.